# Flame war
Flame war (česky doslova plamenná válka, též svatá válka, příliš ohnivá diskuse apod., někdy jen flame – plamen) je označení internetové diskuse, která překročila hranice pro účastníky přínosné výměny názorů a stala se hádkou. Někdy končí osobním napadáním zúčastněných, často pak bez přímého vztahu k tématu. Pojem pochází z anglickojazyčného internetového prostředí, ale v češtině se používá v trochu širším významu zahrnujícím i svaté války, které mohou být v podstatě konstruktivní, ale vyhrocené do emotivní podoby.

## Usenet, internet
Flamewary byly typickým fenoménem Usenetu (Net News) a e-mailových konferencí v první polovině 90. let 20. století, ale prostor pro flamewar poskytuje kterékoli médium umožňující debatu. V současnosti se flamewary v českém internetovém prostředí často odehrávají v diskusních fórech pod články webových magazínů. Je předmětem četných spekulací, zda se na vzniku flamewarů podílejí rozdíly internetových diskusí oproti diskusím ve fyzickém světě, například nepřítomnost neverbální komunikace, používání nicků, možnost založit si několik identit jen pro účely diskuse.
Průvodním znakem flamewaru je obvykle řádový nárůst počtu příspěvků, což zvláště u e-mailových konferencí obvykle obtěžuje účastníky, kteří se hádky neúčastní. I proto mohou být flamewary v internetových komunitách vnímané dosti negativně.
„Ryzí“ flamewar se vyznačuje zvláštním účelem zasílaných příspěvků – cílem je protivníka nikoli přesvědčit, ale porazit, případně naštvat. Pravý „flame“ bývá úmyslně nepřátelský a urážlivý k oponentovi a flamewar roste dalšími reakcemi, které opět mají podobu flamování. Průvodním rysem takové flamewar bývá zhoršení sociálních vztahů v komunitě.

## Témata a obsah
Častým tématem flamewarů jsou dlouhodobé spory, nebo kontroverzní otázky související s osobním přesvědčením, např. spory horlivých zastánců operačních systémů Microsoft Windows, Linux, či Mac OS nebo zapřisáhlých odpůrců prohlížeče Internet Explorer.
Námětem flamewaru ovšem může být v podstatě cokoli – pro příspěvky, které v dané komunitě téměř jistě musí vyvolat prudkou reakci, se někdy užívá označení flamebait. Obvyklým případem je příspěvek antagonistický k zaměření komunity.

## Svaté války
Svatá válka, jak tento pojem používají hackeři, je intenzivní, často zarputilý a vleklý spor, založený na rozdílech „víry“, hájený se zápalem obdobným ideologickým nebo náboženským konfliktům. Ve věku technologií se tato víra často týká předností té či oné technologie, přičemž rozum poněkud nebo značně ustupuje citům.
Slavné svaté války probíhaly např. mezi příznivci Amigy a PC nebo mezi uživateli Unixu a ITS (jehož příznivci vydali UNIX-HATERS Handbook). Další konflikty jsou „editorové války“ (editor wars) mezi těmi programátory Unixu, kteří k editaci kódu používají vim a těmi, kteří používají emacs.

## Účastníci flamewaru
Pro charakteristické způsoby v chování v online fórech se vžila zvláštní označení.

### Grammar nazi

Symbol Grammar Nazi

Grammar nazi (též grammar natzi, grammar nazzi, spelling nazi) je v anglickojazyčném prostředí typ internetového trolla, který je nemístně zaměřen na spisovnost projevu. Grammar zde označuje gramatiku a nazi odkazuje k nacismu.
Grammar nazi například využívá náhodné překlepy k agresivnímu zpochybňování kulturnosti a celkové intelektuální kapacity ostatních diskutujících.

### Flamer
Častý účastník flamewarů, jehož příspěvky flamewar často začínají, bývá označován jako flamer. Na rozdíl od trolla, který především vyhledává konflikt, flameři úporně hájí své názory v tzv. svatých válkách, někdy i přes generace.

### Troll
Účastník diskuze, jehož cílem není řešení nějakého konkrétního problému, ale samotné její vyvolání, nebo rozdmychávání konfliktu v ní. Někdy bývají trollové placenými konfidenty v něčích službách, které pomocí nich vedou kampaně s nějakými konkrétními cíli (např. propagace nějaké ideologie), jindy se prostě baví na účet diskutujících.